# Христо Зинов
Христо Петров Зинов, наричан Зината или Зина войвода, е български революционер, войвода на партизанска чета и по-късно деец на Вътрешната македонска революционна организация.

## Биография
Христо Зинов е роден на 22 декември 1894 година в пазарското село Корнишор, тогава в Османската империя. Зинови държат воденица край селото и еднократно Христо Зинов изнудва съселяни за пари. След като селото попада в Гърция, Христо Зинов е насила мобилизиран в гръцката армия през Първата световна война, но дезертира и създава собствена чета с Георги Фустанов (брат на дееца на ВМРО Григор Фустанов) и момчета от селата Рамна и Дамян, също бегълци от гръцката армия. Четата насила отсяда при селяните и събира провизии, прави и грабежи, но въпреки това местните хора ги подкрепят. Четата е предадена в една пещера при село Мандалево и след сражение с гръцката войска оцеляват само Христо Зинов и един негов четник. Събират всичките налични скрити пари и бягат към границата с България, където Христо Зинов се прехвърля с всичките пари след като убива четника си.
В България Христо Зинов е преследван от ВМРО за станалите му известни провинения. Укрива се в Румъния за кратко, но през 1924 година се завръща в България и постъпва на служба като стражар в Околийското полицейско управление в Горна Джумая. След убийството на Тодор Александров е поканен от Нашко Елшански да се включи в охраната на Алеко Василев, но той отказва и вместо това следи и докладва действията им на полицейския си началник. При разследването на ЦК на ВМРО след Горноджумайските събития Христо Зинов е оправдан и става доверен човек на организацията.
По-късно се установява и живее в Асеновград. През 1931 година е начело на общината на Горни Воден. Умира на 7 октомври 1977 година в Благоевград.